# Уранга, Нэнси
Нэнси Уранга Рамагоса (исп. Nancy Uranga Ramagoza, 17 августа 1954, Баия-Онда, Пинар-дель-Рио — 6 октября 1976, Бриджтаун) — кубинская фехтовальщица-рапиристка. Участница летних Олимпийских игр 1976 года.

## Биография
Нэнси Уранга родилась 17 августа 1954 года в кубинском городе Баия Онда.
Училась в Гаванском университете по специальности «биология». Работала на сахарном заводе «Пабло делла Торриэнте Брау» в Пинар-дель-Рио.
С 1972 года выступала в международных соревнованиях по фехтованию. Первый её турнир состоялся в СССР, затем Уранга выступала в ГДР, Панаме, Мексике, Венгрии, Италии, Канаде.
В 1975 году участвовала в Панамериканских играх в Мехико.
В 1976 году вошла в состав сборной Кубы на летних Олимпийских играх в Монреале. В личном турнире рапиристок в группе 1/8 финала заняла последнее, 5-е место, проиграв все поединки: Черстин Пальм из Швеции — 1:5, Ольге Князевой из СССР — 1:5, Катарине Рацовой из Чехословакии — 2:5 и Мари-Поль ван Эйк из Бельгии — 0:5. В командном турнире рапиристок сборная Кубы, за которую также выступали Миледи Так-Фанг, Марлен Фонт и Маргарита Родригес, в группе 1/8 финала проиграла Франции — 5:11 и сыграла вничью с Румынией — 8:8, уступив по разнице уколов — 60:66.
Погибла 6 октября 1976 года в авиакатастрофе в районе барбадосского города Бриджтаун. Кубинский самолёт Douglas DC-8, на котором с Барбадоса на Ямайку летели 73 человека, в том числе 24 члена сборной Кубы по фехтованию, был взорван в результате теракта. На момент гибели Уранга была беременна. 31 декабря 1975 года в Камагуэй вышла замуж за Антонио Гарцеса, футболиста и участника Олимпийских игр в 1976 году.